# VVVVVV
『VVVVVV』は、アイルランドのゲームクリエイターであるテリー・カバナーが開発したアクションゲーム。2010年1月11日にMicrosoft Windows/Mac OS X用ソフトとして発売され、その後に家庭用ゲーム機やスマートデバイス向けにも移植されている。
タイトルの正式な読み方は決まっていないが、メディアやユーザーの間では「Six V's」（シックスブイズ）という呼称が一般的に用いられている。

## 概要
宇宙船の事故により異次元世界に飛ばされ散り散りになった5人のクルーを見つけ出すために船長のヴィリジアン（Viridian）が広大な空間を探索するという内容で、左右方向の移動と重力の上下反転の2つのアクションを駆使し至る所に配置されたトゲや罠などをかわしながら攻略していくことになる。なお、クルーの名前は、ヴァイオレット（Violet）、ヴィテラリー（Vitellary）、ヴァーミリオン（Vermilion）、ヴァーディグリス（Verdigris）、ヴィクトリア（Victoria）で、ヴィリジアンを含む6人全員に「V」の頭文字がついている。
ピッキーより発売された日本語版は、『1001 Spikes』の開発者であるヲサ田サムによりローカライズされている。

## システム
サイドビューで描かれた広大なエリアを探索するメトロイドヴァニアのような形式となっている。クルーたちは5つの区画におり、全員を見つけることがゲームクリアの目的となる。一部の場面では、全体マップにはない場所に飛ばされたり、クルーが同行した状態で探索を行ったりすることもある。
セーブポイントは多数存在し、地形のトゲに当たるなどしてミスとなった際には最後にセーブした場所から即座にリスタートする。また、様々な箇所にあるワープ地点の「テレポーター」を使用した際にも自動的にセーブされる。
各所には、収集アイテムの「トリンケット」が配置されている。これを一定数集めるごとに、拠点の宇宙船で流すことができるBGMが新たに追加されていく。

## 開発
本作のグラフィックは色数が限られた簡素なドット絵で表現されているが、これは、1980年代に普及したコンピュータ「コモドール64」用のゲームソフトに見えるよう目指したものである。方向性について、1984年発売のソフト『ジェットセットウィリー』との関係性を指摘されることが多いが、カバナーは本作発売の数年前まで名前すら聞いたことがなかったとし、1985年発売のソフト『Monty on the Run』から大きなインスピレーションを受けたと語っている。
オリジナル版の公開から約10年後の2020年1月10日、カバナーは、ゲーム開発者のサイモン・ロスによりC++に移植されたデスクトップ版とAdobe AirのActionScriptで書かれたモバイル版の2つのソースコードをGitHub上に公開した。

## 受賞
- IndieCade（英語版） 2010 「Fun and Compelling Award」[20]